# 리버티시티 (그랜드 테프트 오토)
리버티 시티는 그랜드 테프트 오토 시리즈에서 등장하는 가상의 도시로, 대부분 뉴욕을 모티브로 만들어진 도시이다.
(HD 그래픽 기준) 리버티 시티는 4개의 섬으로 구성된 도시이고 미국 동부에 위치한다.
리버티시티의 탄생년도는 1798년이다.

## 그랜드 테프트 오토 I
그랜드 테프트 오토에서 처음으로 도착하게 되는 도시. 리버티 시티에서 게임을 진행한후, 바이스 시티, 산 안드레아스로 넘어갈 수 있다.
또한, GTA1의 리버티시티는 아메리칸 드림을 꿈꾸는 유럽계 이민자가 많은 설정이다.

## 그랜드 테프트 오토 III
그랜드 테프트 오토 III의 리버티시티는 2001년의 시간으로, 약 4백만명이 거주하고있다.
또한 리버티 시티는 포틀랜드, 스탄튼 섬, 쇼어사이드 베일로 나뉘어있다.
공업지역인 포틀랜드는 리버티 시티의 하위층 시민들이 거주하는 지역으로 주인공이 처음으로 도착하는 곳이다. 또한 각종 범죄와 질병이 들끓고, 수많은 갱단(디아블로, 삼합회, 마피아)들이 존재하는 지역이다.
스탄튼 섬은 리버티 시티 중앙에 위치한 섬으로 가장 번화한 지역이다. 이 지역에는 LCPD(리버티 시티 경찰) 본부와 시청, 그리고 리버티 시티 메모리얼 스타디움(운동경기장), 리버티 대학교 등 주요 시설이 위치해 있고, 야쿠자, 콜롬비아 카르텔, 야디와 같은 갱단들이 스탄튼 섬을 점령하고 있다.
쇼어사이드 베일은 주로 주거 지역으로 활용되고 있으며, 여기는 콜롬비아 카르텔과 남부 후드가 점령하고 있다. 파이크 크릭이라는 쇼어사이드 베일의 자체적인 공업 지구가 위치해 있으며 이 지역에는 프란시스 국제 공항이 존재한다.

## 그랜드 테프트 오토 어드밴스
그랜드 테프트 오토 어드밴스의 리버티 시티는 2000년을 배경으로 하고 있다.

## 그랜드 테프트 오토 IV
그랜드 테프트 오토 IV의 리버티 시티는 2008년을 배경으로 GTA3보다 방대하게 발전한 도시모습을 보여준다.
하지만 여전히 치안이 좋지 않아 미국 최악의 도시로 불리고 있고 러시아 마피아와 이탈리아 마피아가 리버티 시티를 점령하고 있다.
주인공이 처음 정착하게 되는 지역은 듀크스, 보한, 브로커 지역이며 주로 상업건물과 주거지역으로 구분되어 있고 유명한 지상전철이 돌아다니고 있다.
그랜드 테프트 오토 IV 시리즈의 리버티 시티의 듀크스 지역은 대륙과 이어진 반도형태였지만, 수위증가로 가라앉아 섬으로 설정되어 있다.
또한 듀크스에 있는 프란시스 국제 공항이 새롭게 재 건축되어 방대한 크기의 공항을 보여준다. 또한 3개의 섬을 이어주는 고속도로가 존재해
교통도 비약적으로 발전했다. 중간에 위치한 알곤퀸은 리버티시티 중 제일 번화하게 발전한 곳이며 수많은 고층빌딩으로 이루어져 있는 지역이다. 고급 아파트, 대기업본사, 스타정션 (타임 스퀘어의 패러디)등 호화로운 건물이 많아졌고, 야경 또한 아름다운 곳 중 하나다.
제일 왼쪽에 위치한 올더니는 주로 주거지역으로 되어있으며, 주로 중류층 시민들이 거주한다. 또한 코리아타운이 위치해, 한국인들이 자주 보이기도 한다.
참고로 올더니 지역은 LCPD가 근무하고 있지만 사실 다른 주의 도시이다.
모티브가 된 실제 지역은 알곤퀸은 맨해튼, 브로커는 브루클린, 듀크스는 퀸스, 보한은 브롱스를 모티브로 했으며, 올더니는 뉴저지주의 한 도시를 모티브로 했다.

## 그랜드 테프트 오토: 차이나타운 워즈
그랜드 테프트 오토: 차이나타운 워즈의 리버티 시티는 2009년을 배경으로 하고 있다. 이 곳의 리버티시티는 삼합회, 러시아 마피아, 아프리카계 미국인, 폭주족 집단 Angels of Death, 야디, 아이리시 아메리칸 킬러, 스페니시 로어드, 그리고 북한계 집단 미드타운 갱스터, 몹이 자리잡고 있다. 주인공은 비행기를 타고 프랜시스 국제공항에 도착한 도중 습격을 받은 뒤 브로커 지역의 세르베사 하이츠에서 이야기가 진행된다.
이곳의 리버티시티는 GTA4와 비슷한 배경을 하고 있으나, 어느 부분에서는 다르다. 지역에 지상전철이 다니곤 있으나 탑승할 수 없으며, 또한 알곤퀸 지역에 있는 지하철이 이 게임의 리버티 시티에는 없다. 또한, GTA4에서 가장 마지막으로 가게 되는 올더니 지역이 없어, 브로커, 알골퀸, 듀크스, 보한만이 존재한다.